# SA-Aufmarsch in Braunschweig

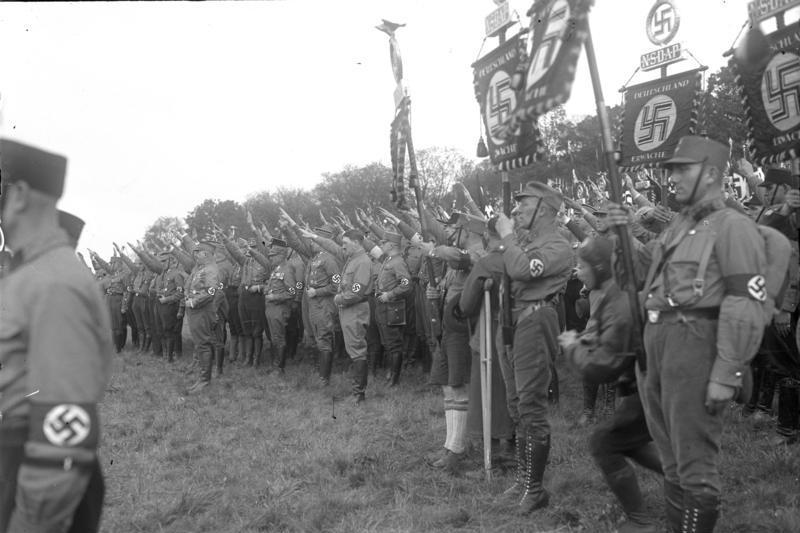
Fahnenappell der SA auf dem Franzschen Feld, Hitler in der Mitte.

Der SA-Aufmarsch in Braunschweig am 17. und 18. Oktober 1931 in Anwesenheit Adolf Hitlers stellte den größten Aufmarsch paramilitärischer Verbände während der Weimarer Republik dar. An der nationalsozialistischen Machtdemonstration nahmen mehrere Zehntausend SA- und SS-Männer aus ganz Deutschland teil. In einigen zeitgenössischen Berichten werden bis zu 104.000 Teilnehmer genannt. Parallel verlaufende Straßenkämpfe zwischen SA-Leuten und Kommunisten forderten zwei Todesopfer und 61 Verletzte.

## Vorgeschichte
Im September 1930 fanden im Freistaat Braunschweig Landtagswahlen statt, bei der die Nationalsozialistische Deutsche Arbeiterpartei (NSDAP) 22,2 % der Stimmen erhielt. Da keine Partei eine Alleinregierung stellen konnte, kam es zur Koalition zwischen Bürgerlicher Einheitsliste (BEL) und NSDAP, in welcher letztere das Innenministerium erhielt. Braunschweig wurde damit nach Thüringen das zweite Land mit einem nationalsozialistischen Minister. Die Nationalsozialisten besaßen mit Minister Anton Franzen und seit dem 15. September 1931 mit dessen Amtsnachfolger Dietrich Klagges die Kontrolle über Polizei und Schulwesen. Nach dem Ausschluss des thüringischen NSDAP-Staatsministers für Inneres und Volksbildung Wilhelm Frick aus der dortigen Landesregierung am 1. April 1931 bestand in Deutschland zu diesem Zeitpunkt einzig im Land Braunschweig die Möglichkeit, nationalsozialistische Aufmärsche genehmigen zu lassen und mit Polizeigewalt gegen mögliche Störungen durch Kommunisten vorzugehen.

### Harzburger Front
Am 11. Oktober 1931 fand in Bad Harzburg die Tagung der Harzburger Front, dem antidemokratischen rechtsnationalen Bündnis zwischen NSDAP und Deutschnationale Volkspartei (DNVP) sowie ihren zugehörigen Kampforganisationen SA und Stahlhelm, statt. Die Nationalsozialisten betrachteten diese von Spannungen begleitete nationale Opposition lediglich als befristetes Zweckbündnis mit dem Ziel, die Weimarer Demokratie zu zerschlagen. Die Verachtung der Nationalsozialisten gegenüber den bürgerlichen Parteien einschließlich der DNVP wird in einem Artikel des NSDAP-Kampfblatts Braunschweiger Tageszeitung vom 9. Oktober 1931 deutlich:
„Aber wir wollen durchaus nicht verheimlichen, daß unsere Sympathie durchaus nicht in Harzburg weilt, daß uns der parlamentarisch-taktische Begriff der „Nationalen Opposition“ keineswegs gefällt. Nationale Opposition ist gar nicht viel; Sozialismus ist das Ziel. Wie kommt der reaktionäre Geheimrat Hugenberg dazu, eine Tagung zu leiten, an der die Nationalsozialisten zehnmal stärker als alle anderen Teilnehmerverbände sich beteiligen?“
Hitler ordnete bereits für den 17./18. Oktober einen Aufmarsch von 100.000 SA-Männern in Braunschweig an, um die Stärke der nationalsozialistischen Bewegung und den Anspruch auf die Machtübernahme zu demonstrieren. Dem deutschen Volk sollte der Unterschied zu den Deutschnationalen deutlich gemacht werden. Formaler Anlass des Aufmarsches war die Weihe von 24 Feldzeichen für neu aufgestellte SA-Formationen.

## Aufmarsch in Braunschweig

### Nationalsozialistische Machtdemonstration
Die Zahl 100.000 für den Aufmarsch der SA-Leute war kein Zufall, sondern Kalkül: Die Siegermächte des Ersten Weltkrieges hatten im Versailler Vertrag u. a. bestimmt, dass die Personalstärke der neuen deutschen Streitkräfte 100.000 Berufssoldaten (zzgl. 15.000 Mann für die Marine) nicht überschreiten dürfe.
Nur eine Woche nach der Gründung der von Hitler verachteten Harzburger Front wollte der NS-Führer zum einen den Alleinherrschaftsanspruch der NSDAP in Deutschland unter Beweis stellen und zum anderen, dass seine Partei – in seiner eigenen Person – in der Lage war, eine ebenso große Personenzahl aus Parteigängern zu versammeln – und das in einer Stadt, die zu diesem Zeitpunkt weniger als 150.000 Einwohner zählte. Das Ziel war folglich, die bürgerlichen Parteien, die sich in der sogenannten Nationalen Opposition zusammengefunden hatte, politisch aus dem Feld zu drängen.
Das SA-Treffen diente auch als Ersatzveranstaltung für den ausgefallenen Reichsparteitag. Die Oberste SA-Führung stellte den SA-Aufmarsch in die Tradition der Völkerschlacht bei Leipzig, die vom 16. bis 19. Oktober 1813 stattgefunden hatte.

### Ablauf
Aus ganz Deutschland wurden SA-Männer nach Braunschweig beordert und trafen mit 38 Sonderzügen und 5.000 Lastwagen in der Stadt ein. Trotz des seit 1930 bestehenden Uniformverbots trugen alle SA-Uniformen. Sie schlugen ihre Lager auf freiem Feld oder bei Gutsbesitzern der umliegenden Dörfer auf. Organisiert wurde der Aufmarsch vom Obersten SA-Führer Nord Viktor Lutze.

### Straßenschlachten
Hitler traf am Vormittag des 17. Oktober in Braunschweig ein. Am Abend wurde ein Fackelzug der SA-Verbände durch die Straßen der Stadt abgehalten, der ohne Zwischenfälle verlief. Zu bürgerkriegsähnlichen Ausschreitungen kam es erst anschließend, als SA-Männer Kampflieder singend und randalierend durch Arbeiterviertel zogen, in denen hauptsächlich KPD gewählt wurde. Der Braunschweigische Innenminister Klagges hatte zuvor unter dem Vorwand, die SA vor für sie „gefährlichen“ Stadtteilen zu warnen, Zettel verteilen lassen, in denen die SPD- und KPD-Hochburgen aufgelistet waren. Kleinere SA-Trupps verließen hin und wieder die Marschkolonnen und gingen in die Arbeiterviertel, wo es in der Folge zu zahlreichen Schlägereien kam. Insbesondere um den Nickelnkulk, in der Langen Straße oder dem Klint wurden im Zuge dieser organisierten „Strafexpeditionen“ Fensterscheiben eingeworfen, Haustüren eingetreten, Geschäfte demoliert, Straßenpflaster aufgerissen. Auch Schüsse fielen. Unbeteiligte und Passanten wurden provoziert und verprügelt. Die beiden Arbeiter Engelke und Heinrich Fischer wurden von Nationalsozialisten ermordet. Die SA behauptete später, von „Kommunisten“ angegriffen worden zu sein und demzufolge in Notwehr gehandelt zu haben.
Die Polizisten der Polizeidirektion Braunschweig standen den Ereignissen machtlos gegenüber. Der Polizeipräsident leugnete Straßenkämpfe sogar, während zur gleichen Zeit Otto Thielemann, der Vorsitzende des Braunschweiger SPD-Ortsvereins und Augenzeuge der Geschehnisse, ein Telegramm an Reichsinnenminister Wilhelm Groener schickte, in dem er u. a. schrieb: „In Braunschweig toben Straßenkämpfe. Viele Verletzte liegen in Krankenhäusern“.
Am darauf folgenden Sonntag, dem 18. Oktober, marschierten die SA-Verbände früh morgens zum Franzschen Feld. Dort „weihte“ Hitler die Fahnen und Standarten der neuen SA-Verbände durch Berühren mit der „Blutfahne“ des gescheiterten Putsches von 1923 und hielt eine Ansprache. Während des Aufmarschs kreisten Flugzeuge mit Hakenkreuzschleppen über dem Feld. Hitler soll die Fahnen mit den Worten „Das sind die letzten Feldzeichen, die ich euch vor der Übernahme der Macht übergebe.“ an die SA übergeben haben. Gegen 11 Uhr marschierte die SA in Richtung Innenstadt ab, wobei sie über Wilhelm-Bode-Straße, Kaiser-Wilhelm-Straße (heute: Jasperallee), vorbei am Staatstheater, den Steinweg hinunter, über den Ritterbrunnen zum Schlossplatz marschierte, wo Hitler ab 11:45 den Vorbeimarsch abnahm. Dieser Vorbeimarsch der SA- und SS-Verbände vor dem Braunschweiger Schloss dauerte ca. sechs Stunden. Entlang der Marschroute stand örtliche Polizei, um die Strecke zu sichern. Am Abend hielt Hitler in der Stadthalle eine Rede, in der er die Nationale Front mit keinem Wort erwähnte.

### Doppelmord
Der Mord an den beiden unbeteiligten Arbeitern Engelke und Fischer erhitzte v. a. die Arbeiterschaft Braunschweigs. Beide waren auf offener Straße von SA-Schlägertrupps angegriffen und zusammengeschlagen bzw. erstochen (Fischer) worden. Fischer, der weder der SPD noch der KPD angehörte, befand sich gerade auf dem Nachhauseweg, als er überfallen wurde. Die Täter konnten nicht ermittelt werden. Für den Tag der Beerdigung hatte die KPD zu einem Streik aufgerufen. Am 22. Oktober wurden Fabriken und Betriebe bestreikt. 25.000 Menschen nahmen auf dem Friedhof an den Beisetzungsfeierlichkeiten teil.
Bei der Rückfahrt der uniformierten SA-Männer kam es außerhalb des Freistaats Braunschweig wegen des Verstoßes gegen das Uniformverbot vereinzelt zu Festnahmen durch die Schutzpolizei.

### Prominente Teilnehmer

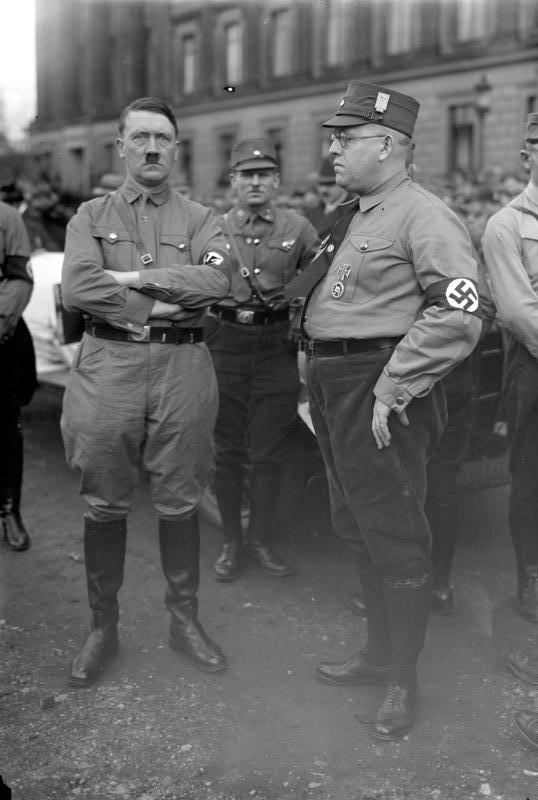
Anton Franzen in Parteiuniform neben Hitler vor dem Schloss am 18. Oktober.

An der Veranstaltung nahmen zahlreiche Mitglieder der NS-Prominenz teil, darunter:
- Carl Eduard Herzog von Sachsen-Coburg und Gotha (1884–1954)[16]
- Anton Franzen (1896–1968), ehemaliger Minister des Freistaates Braunschweig
- Joseph Goebbels (1897–1945), Gauleiter von Berlin, späterer Reichsminister für Volksaufklärung und Propaganda
- Kurt Gruber (1904–1943), von 1926 bis 1931 der erste Reichsführer der Hitler-Jugend
- Heinrich Himmler (1900–1945), Reichsführer SS[17]
- Hanns Kerrl (1887–1941), späterer Reichsminister für kirchliche Angelegenheiten
- Ernst Röhm (1887–1934), Oberster SA-Führer
- Bernhard Rust (1883–1945), späterer Reichsminister für Wissenschaft, Erziehung und Volksbildung
- Gregor Strasser (1892–1934), Reichsorganisationsleiter der NSDAP
- Otto Telschow (1876–1945), Gauleiter von Osthannover
- Ernst Zörner (1895–1945/60), Braunschweigischer Landtagspräsident

### Tatsächliche Teilnehmerzahl
In der Forschung ist strittig, ob wirklich, wie von den Nationalsozialisten propagiert, 100.000 SA-Leute in Braunschweig an Hitler vorbei defilierten oder evtl. erheblich weniger. Heute diskutierte Zahlen schwanken zwischen maximal 104.000, 70.000, 60.000 oder gar nur 50.000 Teilnehmern. In jedem Fall verfehlte die Inszenierung nicht ihre massenpsychologische Wirkung: Kommunisten, Sozialdemokraten, Reichsbanner-Angehörige u. a. wurden z. T. unter Anwendung von Gewalt eingeschüchtert, während das nationalkonservative Bürgertum die straffe Ordnung, Organisation und Durchführung der Veranstaltung bestaunte.

## Nachwirkungen

### Presseberichte und Augenzeugenberichte

Schlagzeile der Braunschweigischen Landeszeitung vom 18. Oktober 1931.

Der Aufmarsch fand vielfachen Nachhall in der regionalen, überregionalen und internationalen Presse. Die nationalsozialistisch beeinflusste Braunschweigische Landeszeitung titelte in ihrer Sonntagsausgabe vom 18. Oktober 1931: „Der Aufmarsch der Braunen Bataillone. Adolf Hitler in Braunschweig“
Der sozialdemokratische Braunschweiger Volksfreund, dessen Redakteur Otto Thielemann Augenzeuge der Ausschreitungen geworden war, stellte den Straßenterror in den Mittelpunkt seiner Berichterstattung: „Das Wüten der Faschisten ging über Aufruhr und Landfriedensbruch bei weitem hinaus, das war eine Generalprobe zum Bürgerkrieg!“
Der reichsweit erscheinende Vorwärts, Zentralorgan der SPD, titelte am 20. Oktober 1931 „Bürgerkrieg in Braunschweig“.
Nur drei Tage nach den Braunschweiger Ereignissen schrieb NS-Reichspropagandaleiter Joseph Goebbels am 21. Oktober in der NSDAP-Zeitung Der Angriff: „Harzburg war ein taktisches Teilziel, Braunschweig die Verkündigung des unveränderlichen Endziels. Am Ende liegt Braunschweig, nicht Harzburg.“

### Verbot des „Volksfreundes“
Wegen angeblich sinnentstellender und die öffentliche Sicherheit und Ordnung gefährdender Berichterstattung über die Ereignisse des 17. und 18. Oktober in der SPD-Zeitung „Braunschweiger Volksfreund“ wurde deren Erscheinen für acht Wochen verboten. Der „Volksfreund“ legte dagegen gegenüber Reichsinnenminister Groener Beschwerde ein, worauf hin dieser den Zeitraum auf 10 Tage verkürzte. NSDAP-Innenminister Klagges ignorierte diesen Beschluss jedoch und rief stattdessen das Reichsgericht um eine Entscheidung an. Erst nach erneuter Intervention Groeners, setzte der Braunschweigische Ministerpräsident Werner Küchenthal – in Abwesenheit Klagges’ – das Verbot bis zur Gerichtsentscheidung außer Kraft. Anfang November 1931 entschied das Reichsgericht schließlich im Sinne Groeners und kritisierte gleichzeitig die Braunschweigische Landesregierung für die Ignorierung der ministeriellen Entscheidung. Klagges’ Reaktion darauf war, dass er den „Volksfreund“ unter einem erneuten Vorwand nochmals für eine Woche verbot, woraufhin das Reichsgericht wiederum dieses Verbot für unbegründet erklärte.

### Instrumentalisierung durch die NS-Propaganda
In Erinnerung an die Ereignisse von 1931 fand am 19./20. Oktober 1935 ein Führerappell der SA-Gruppe Niedersachsen auf dem Franzschen Feld statt. Der Aufmarschbereich des Jahres 1931 wurde 1935 in „SA-Feld“ umbenannt und weiter für Massenveranstaltungen genutzt. Im Rahmen einer weiträumigen Umgestaltung war die Anlage einer 30 Meter breiten Straße geplant, die über das SA-Feld durch den Stadtpark zum Braunschweiger Dom führen sollte. Zur Erinnerung an den Aufmarsch sollte ein 80 Meter hohes „Blutzeugendenkmal“ auf dem Nußberg errichtet werden. Noch im Jahr 1938 wurden Postkarten mit Motiven der Veranstaltung gedruckt.

## Rechtslage
In Deutschland ist das nationalsozialistische Abzeichen SA-Treffen Braunschweig 1931 als verfassungsfeindlichen Propagandamittel eingestuft. Sein Herstellen, öffentliches Tragen oder Verbreiten ist gemäß § 86a StGB verboten.